# Kültürpark Cup
Il Kültürpark Cup è un torneo professionistico di tennis giocato su campi in cemento. Fa parte dell'ITF Women's Circuit. Si gioca annualmente a Smirne in Turchia.

## Albo d'oro

### Singolare
| Anno | Campionessa        | Finalista    | Punteggio |
| ---- | ------------------ | ------------ | --------- |
| 2011 | Mihaela Buzărnescu | Naomi Broady | 7-5, 6-4  |

### Doppio
| Anno | Campionesse                | Finaliste                        | Punteggio           |
| ---- | -------------------------- | -------------------------------- | ------------------- |
| 2011 | Naomi Broady Lisa Whybourn | Mihaela Buzărnescu Tereza Mrdeža | 3-6, 7–6(4), [10-7] |